# Olivia Delcán Román
Olivia Delcán Roman (Menorca, 29 de maig de 1992) és una actriu i escriptora menorquina. Filla de l'escultora Nuria Román, ha crescut entre Menorca i Los Angeles, cosa que ha fet que parli de manera fluent anglès, català i castellà. Va estudiar actuació a l'estudi William Esper de Nova York i escriptura teatral a l'estudi William Layton de Madrid.
Es va donar a conèixer el 2015 quan va actuar i coescriure el guió de la pel·lícula Isla bonita, de Fernando Colomo, amb la qual guanyà el Premi Turia a la millor actriu revelació i fou nominada a la millor actriu revelació a les Medalles del Cercle d'Escriptors Cinematogràfics de 2015. Després de fer un paper secundari a Lejos del mar d'Imanol Uribe va participar com a actriu a algunes sèries de televisió com Vis a vis el 2016 (on feia el paper de Bambi) o Brigada Costa del Sol el 2019 (on feia de Vicky López).
El 2020 participa en el repartiment de la sèrie de Netflix Warrior Nun amb repartiment internacional i rodada a Màlaga, interpretant-hi el rol de la monja Camila.
També ha actuat al teatre, on va debutar el 2013 amb una versió de Tartuf, o l'impostor. El 2016 actuà en la versió de Dario Facal de l'obra de Valle Inclán Amor de Don Perlimplín con Belisa en su jardín. El 2019 va debutar com a autora i directora de teatre al Corral de las Comedias d'Alcalá de Henares amb #aboutlastnight, definida per ella com "una història una mica onírica en la que es reviu una nit de festa".

## Filmografia
- Los últimos días del cine (curtmetratge, 2015)
- Isla bonita (2015)
- Lejos del mar (2015)
- Vis a vis (2016)
- Yerbabuena (curtmetratge, 2017)
- Ráfagas de vida salvaje (curtmetratge, 2019)
- Brigada Costa del Sol (2019)
- Warrior Nun (2020)